# Ubinszkojei járás
Az Ubinszkojei járás (oroszul Убинский район) Oroszország egyik járása a Novoszibirszki területen. Székhelye Ubinszkoje.

## Népesség
- 1989-ben 21 107 lakosa volt.
- 2002-ben 19 300 lakosa volt.
- 2010-ben 16 297 lakosa volt, melyből 14 862 orosz, 703 tatár, 268 német, 64 ukrán, 55 mari, 47 azeri, 44 kazah, 32 cigány, 25 fehérorosz, 18 ingus, 17 tadzsik, 14 mordvin, 13 örmény, 11 üzbég stb.